# Tripmadam
Tripmadam (Sedum rupestre, synoniem: Sedum reflexum) is een overblijvend vetkruid. De soort komt in het wild onder andere in België en Nederland voor.
De soortaanduiding reflexum betekent teruggebogen. Rembert Dodoens noemde de soort 'cleyn donderbaert'. Hij noemde al 'triquemadame' als Franstalige naam en vermoedelijk is de Nederlandstalige naam daaruit overgenomen.. Het Nederlands is daarin niet uniek: In het Engels wordt zowel 'prickmadam' als 'stone orpine' of 'crooked yellow stonecrop' gebruikt. In het Duits wordt het meestal Felsen-Mauerpfeffer genoemd oftewel rotsmuurpeper.

## Botanische beschrijving
De bloemstengels worden tot 35 cm hoog. Voor de bloei heeft deze stengel de neiging te knikken, tijdens de bloei staat deze rechtop. De talrijke bloemen staan dicht op elkaar gegroepeerd aan het uiteinde van de bloeiende stengels. Hiernaast zijn er ook niet bloeiende stengels.
De felgele tot lichtgele (5)6-7(9) kroonbladen zijn twee tot twee en een half maal zo lang als de kelkbladen . De spitse kelkbladen zijn 2-3 mm lang.
De bloeiperiode loopt juni tot in augustus.
De tot 2 cm lange bladeren hebben aan de top een spits puntje.

## Voorkomen
De plant groeit in België en Nederland op zandgrond, op muren en langs rivierdalhellingen. De soort geldt in Vlaanderen en Nederland als zeldzaam tot zeer zeldzaam.
Het verspreidingsgebied loopt van Zuid-Noorwegen en Ierland tot in Rusland en in Zuid-Europa tot het zuiden van Italië en Griekenland.. In Noord-Amerika is het geïntroduceerd.

## Plantengemeenschap
Tripmadam is een kensoort voor de associatie van vetkruid en tijm (Sedo-Thymetum pulegioides), een bloemrijke plantengemeenschap van droge zandgronden langs de grote rivieren.
Het is tevens een indicatorsoort voor het mesofiel hooiland (hu) subtype 'Droge stroomdalgraslanden', een karteringseenheid in de Biologische Waarderingskaart (BWK) van Vlaanderen en het Brussels Hoofdstedelijk Gewest.

## Ecologie
De tripmadam is waardplant voor de Apollo (Parnassius apollo), een vlinder uit het gebergte, en voor de nachtvlinder Acronicta euphorbiae.

## Taxonomie
H. 't Hart, J. M. Sandbrink1, I. Csikos1, A. van Ooyen and J. van Brederode onderzochten in 1992 het polyploïde karakter van Sedum rupestre en vonden voor enkele ondersoorten:
- Sedum rupestre subsp. rupestre 2n = 112
- Sedum rupestre subsp. erectum 2n = 64
- Sedum rupestre subsp. forsterianum  2n = 48.